# Barnablaðið
Barnablaðið (på dansk: Børnebladet) er Færøernes ældste børne- og ungdomsblad, hvis historie kan trækkes tilbage til år 1928. Samtlige skoleelever på Færøerne får tilbuddet om at tegne et et-årigt abonnement på dette populære blad, der i øvrigt ikke forhandles i butikkerne. Bladet har taget navneforandringer flere gange i sin historie, hvor bladet i dag hedder Strok. Bladet har siden sin stiftelse indeholdt morallære og har i dag udvidet sin formidling gennem moderne medier så som musikvideoer. Eksempler på disse musikvideoer fremgår via dette link:
Musikvideoer

## Historie

### År 1928 - 1931
Det første børneblad udkom ved juletid i år 1928 og blev regelmæssigt udgivet under den oprindelige form de følgende 3 år, hvorefter redaktionen i 1931 ønskede at ændre den redaktionelle stil. Det var lærerne i Suðuroy, som stod for redaktionen, mens den færøske lærerforening udgav bladet. I bladredaktionen var stifterne Jacob Olsen og Sámal Johansen, hvor sidstnævnte redaktør blev afløst af Martin Joensen i september 1930. 
Lige fra udgivelsen af det første blad var den redaktionelle linje, at bladet skulle indeholde nyheder, historier, rim, gætterier og billeder.
Den nye redaktion i 1931 med Jacob Olsen og Martin Joensen opfordrede børnene til at tage aktiv del i bladets eksistens ved at skrive til bladet, spørge til bladet samt bidrage med at indsende historier og digte til bladet. Desuden henledte redaktionen opmærksomheden på, at moralen var, at børnene skulle være lydhøre overfor forældrene, være gode mod dyr og ære fædrelandet, med henblik på at blive gode mænd og kvinder og derved ikke gøre forældre og fæderlandet til skam, men få glæde og ære af børnene.
Bladets layout var 17 X 22 cm, tryk på avispapir og kostede 3 kr. om året, udkom 2 gangen om måneden.

### År 1959
I januar 1959 genoptog Barnablaðið sine udgivelser efter en lang pause fra 1931. I denne nye redaktion sad Jákup Bærentsen, Jens Pauli Heinesen, Jákup Martin Kjeld og Svenning Tausen. Denne redaktion beskrev, at mange havde henvendt sig med ønsket om, at få Barnablaðið udgivet igen. Redaktionen lovede god læsning om historier, eventyr, gætterier, billeder og nyheder. Man fastholdt idéen om, at læserne (børnene) skulle have mulighed for bidrage til bladet med historier og indlæg.
Bladet blev udgivet i stort format 22 X 25 cm, trykt på avispapir og kostede 5 kroner om året. Bladet udkom en gang om måneden.

### År 1966
I 1965 meddelte redaktionen med Jákup M. Kjeld som den ansvarlige redaktør, at Barnablaðið skulle revideres de kommende år, fordi redaktionen modtog så mange indlæg. Antallet af bladets sider skulle forøges fra 8 til 16 sider, men samtidig blev bladets format formindsket til 14 X 22 cm. Prisen var 10 kroner om året. I denne redaktion sad Theodor Hansen, Steingrím Niclasen og Svenning Tausen. Ved årets udgang udtrådte Jens Pauli Heinesen, som havde været med siden forrige redaktion. De øvrige redaktionsmedlemmer fortsatte frem til år 1973.

### År 1973
Svenning Tausen udtræder af redaktionen, og Jóannes Enni indtræder i stedet for i redaktionens arbejde.
Sideantallet for Barnablaðið blev forøget til 24 sider, men fra år 1975 blev bladet periodevis udgivet med i alt 32 sider. I 1977 kommer Magnus Hansen med i bladets redaktion.

### År 1980
Barnablaðið skifter navn i januar dette år. Bladet kom til at hedde 'Barna- og ungdómsblaðið' (Børne- og ungdomsbladet). Formålet med navneforandringen var at fastholde de tidligste læsere, som nu kunne betegnes som unge i stedet for børn. For at få ungdomsstof til bladet samt fastholde de tidligste læsere opfordrede redaktionen de unge læsere til at indsende indlæg, således at bladet blev mere vedkommende for ungdommen. 
I 1980 udtrådte Theodor Hansen og Steingrím Niclasen af redaktionen. Disse personer havde været trofaste redaktører i 15 år. Magnus Hansen blev dette år den ansvarlige bladredaktør. Året efter i 1981 kom Niels Jákup Thomsen i bladets redaktion.

### År 1983
I 1980-erne var der forandringstider i redaktionens historie. I 1983 kom den første kvindelige redaktør, Rannveig Hovgaard, til redaktionen. I 1986 var der stor udskiftning i redaktionen; Magnus, Jóannes og Rannvá udtrådte af redaktionen, og den færøske lærerforening søgte efter nye redaktører til bladet. Niels Jákup Thomsen blev herefter den ansvarlige redaktør for bladet. Desuden kom der to redaktører, Regin Debess og Erhard Jacobsen. Endvidere blev bladets navn ændret tilbage til bladets oprindelige navn fra år 1928, nemlig Barnablaðið.

### År 1989
Barnablaðið, der i mere end 30 år var trykt i sort og hvidt, fik nu et omslag, hvor forsiden, midtersiderne samt bagsiden blev trykt i farver. Sideantallet blev forøget til 40, men til gengæld udkom bladet 10 gange om året mod de tidligere 11 gange om året. En ny tegneserie om en sød ræv, som hedder Rólandur, og en hvidbjørn, som hedder Baraldur, kom på ’tegnebrættet’. 
Erhard Jacobsen holder op i redaktionen, mens Djóni Dalsgarð kommer ind i redaktionen.

### År 1990
Fortællingerne om ’Baldrian’ (den norske tegneserie Smörbukk) blev taget væk fra bagsiden efter 30 år i Barnablaðið. I stedet kom der tegnefortællinger fra eventyrets verden.

### År 1994
Beinta Johannessen og Dorthe Gyldenkærne kommer i redaktionen, mens Regin holder op. Fortællinger om Dunnaldur Dunna (Anders And) bliver for første gang trykt på færøsk. Dorthe Gyldenkærne holder op i år 1996.

### År 1998
Store forandringer sker dette år. I bladredaktionen holder Djóni Dalsgarð op og i stedet kommer Páll Isholm for en kort bemærkning. Desuden kommer Eyðna Magnussen og Jonna Olsen med i redaktionen, og for første gang er der flere kvinder end mænd i bladredaktionen. Herefter var der ingen forandringer frem til år 2006. I redaktionen sad Niels Jákup Thomsen, Beinta Johannessen, Jonna Olsen og Eyðna Magnussen, men for læserne skete der to synlige forandringer efter sommerferien i 1998, hvor bladet skifter navn til ’Strok & Snirr’ og bliver udgivet i fuld farveformat. I øvrigt omtaler man stadigvæk bladet med navnet 'Barnablaðið' eller forkortet ’BB’. Ligeledes bibeholder man logoet. ’Strok’-delen var tiltænkt de ældste børn, mens ’Snirr’ var tiltænkt de yngste børn.

### År 2005
Selv om ’Strok & Snirr’ fik en god modtagelse fra læserne, og bladet aldrig har haft større medlemstilslutning, mente den ansvarlige redaktør, at man fik mere ud af bladet med kun et blad, hvorefter ’Snirr’ blev sløjfet igen. Bladet kom således til at hedde blot ’Strok’. Man fastholdt stadigvæk logoet ’BB’. 
Johnna holder op, og i hendes sted kommer Bergur Dalsgaard. Bladredaktionen kom til at se således ud: Beinta Johannessen som den første kvindelige redaktør, som er ansvarlig for redaktionen, mens den øvrige bemanding på bladredaktionen er Niels Jákup Thomsen ábyrgdarblaðstjóri, Eydna Magnussen og Bergur Dalsgaard.